# 小行星4309
小行星4309（英語：4309 Marvin）是一颗围绕太阳公转的小行星。1978年8月30日，哈佛天文台在哈佛大学天文台发现了此天体。
这颗小行星的绝对星等为207.7135720755671等。